# Bedřichovský potok
Bedřichovský potok este o arie protejată (arie specială de conservare — SAC, sit de importanță comunitară — SCI) din Republica Cehă întinsă pe o suprafață de 119,36 ha, integral pe uscat.

## Localizare
Centrul sitului Bedřichovský potok este situat la coordonatele 48°44′54″N 14°42′25″E / 48.748333°N 14.706944°E.

## Înființare
Situl Bedřichovský potok a fost declarat sit de importanță comunitară în aprilie 2005 pentru a proteja 1 specie de animale. Situl a fost protejat și ca arie specială de conservare în ianuarie 2014.

## Biodiversitate
Situată în ecoregiunea continentală, aria protejată nu include niciun habitat protejat.
La baza desemnării sitului se află o specie protejată de  pești: cicar (Lampetra planeri).